# Thomas Hofman-Bang
Thomas Peider Hofman-Bang (født 24. marts 1964 i Ringsted) er en dansk erhvervsmand, der siden 2006 har været adm. direktør for NKT Holding.
Hofman-Bang er søn af teolog, landmand H.С. Nielsen og hustru, korrespondent Lis Schülein født Hofman-Bang og er uddannet HD (R) fra Handelshøjskolen i København (1987), cand.merc.aud. (1992) og statsautoriseret revisor (1994) og var 1983-1996 ansat hos Ernst & Young. Han var fra 1996 ansat i Superfos og fra 1998 ved Superfos Construction Inc. i USA, hvor han havde ansvar for selskabets forretningsudvikling og finansielle forhold. Han kom i februar 2000 til NKT Holding som koncerndirektør, hvor han fik ansvar for NKTs finans-, økonomi- og IT-funktioner og indtrådte i bestyrelsen i en række af koncernens selskaber, bl.a. Nilfisk-Advance, NKT Cables og NKT Flexibles. 1. januar 2006 blev han udnævnt til adm. direktør i samme koncern. 1. september 2011 blev han Ridder af Dannebrog.
Hofman-Bang er formand for bestyrelsen for NeuroSearch A/S og medlem af bestyrelsen for William Demant Holding A/S. Han er desuden bestyrelsesformand for Foreningen til Unge Handelsmænds Uddannelse og medlem af DI's Forsknings- og Uddannelsesudvalg. 